# Colonia Santa Rosa (Corrientes)

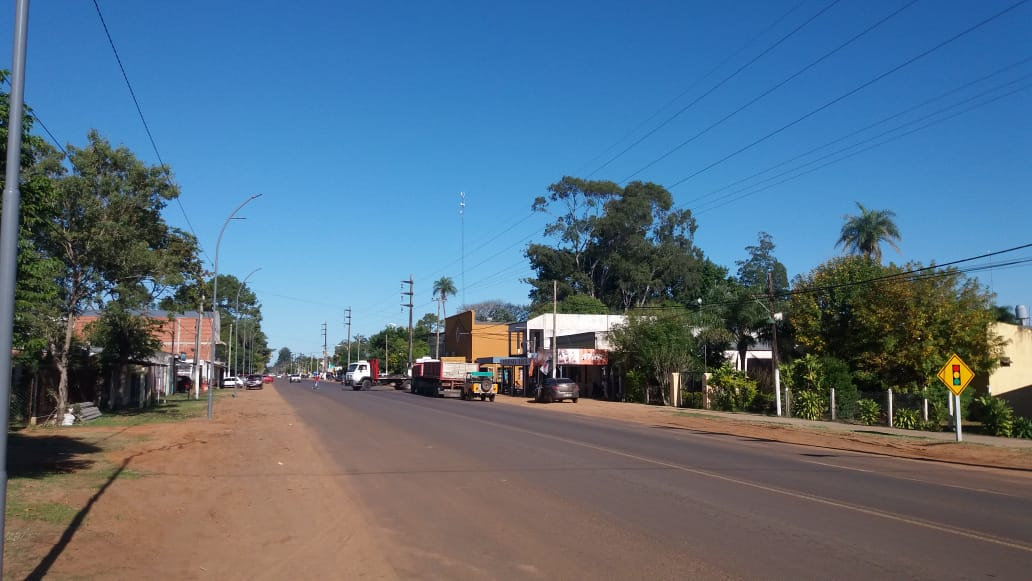
Santa Rosa Corrientes (Centro de la ciudad)

Santa Rosa es una localidad del departamento Concepción en el norte de la provincia de Corrientes en Argentina.
La carta orgánica municipal establece:

Art.1º) Nombre: Santa Rosa, Municipio integrante de la Provincia de Corrientes, toma como propia la denominación de “Santa Rosa”, para su identidad Política, Institucional, Económica y Social, con las limitaciones establecidas por la Constitución de la Provincia de Corrientes y las Leyes.

Se accede a la misma por la Ruta Nacional 12, y a la altura de la ciudad de Saladas se toma la Ruta Nacional 118 en un tramo de 60 km en dirección este. La distancia a la ciudad capital de la provincia es de 159 kilómetros.
Se encuentra enclavada en la ribera de la laguna Laurel Ty. Fue fundada el 29 de agosto de 1911 (aunque en la década de 1860, ya se había formado un caserío), La economía se sustenta mayoritariamente en la extracción e industrialización de la madera, y en menor medida en la floricultura y la ganadería. Existen aproximadamente 30 aserraderos de distinta envergadura. Posee 5 escuelas primarias, una escuela secundaria, una escuela secundaria con orientación a la madera, y una escuela para niños con capacidades diferentes. La localidad actualmente es base operativa de medios aéreos del Plan Nacional de Manejo del Fuego.

## Población
Cuenta con 7 143 habitantes (Indec, 2010), lo que representa un incremento del 50% frente a los 4 746 habitantes (Indec, 2001) del censo anterior.
| Gráfica de evolución demográfica de Colonia Santa Rosa entre 1991 y 2010 |
|                                                                          |
| Fuente: censos nacionales del INDEC                                      |

## Historia
Fundada a principios del siglo XX, es conocida en la región por su activa producción y comercialización de flores y maderas. Desde 1973 es sede provincial de la Fiesta del Gladiolo.
Unas cien familias se hicieron acreedoras de una porción de entre 8 y 10 hectáreas de tierra, en lo que en la actualidad conocemos como Santa Rosa.
Desde su nacimiento, la principal fuente generadora de ingresos para sus habitantes fue la tierra, de donde obtenían los frutos para alimentar a sus respectivas familias.
Recuerdan los lugareños que en ese entonces las familias plantaban tabaco, algodón, mandioca, batata, poroto, maní, zapallo y en menor medida se dedicaban a la ganadería.
Se movilizaban en carros, carretas y sulkys.
La gente trabaja en sus chacras con bueyes y caballos labrando la tierra con sus arados de manseras hechos de palo y ayudados por sus rastrillos.
En un principio no conocían el pan, apenas la galleta que llegaba desde Saladas y debía alcanzar para unas cuantas semanas.
Una parte de los habitantes de Santa Rosa vivían de la comercialización de ganado vacuno y porcino que trasladaban para la venta a la ciudad de Corrientes. El ganado era arreado a pie y cruzaban en barcaza el río Santa Lucía.
Otras familias en tanto generaban su subsistencia vendiendo pequeños animales como patos, pavos y gallinas, pero esta vez el traslado lo realizaban en sus carros y sulkys a los poblados cercanos.
Después, casi a mitad de siglo llegó el primer destacamento policial, al ruta nacional de tierra, el puente “Naranjito”, sobre el río Santa Lucía y el primer colectivo que unía la localidad de Santa Rosa con algunos parajes cercanos.
La Colonia empezaba a desarrollarse y en los años cincuenta llegarían los primeros edificios: el hospital, el registro civil y la municipalidad.
Treinta años atrás, en los setenta llegó el agua potable, la luz eléctrica y la pavimentación de la Ruta nacional N.º 118.
En los ochenta hace su aparición el Banco de la Provincia, las primeras familias floricultoras y los aserraderos marcando una bisagra en la historia de la Colonia, dándole un estilo de vida de permanente trabajo, progreso y convirtiendo el lugar en uno de los más progresistas de la provincia de Corrientes.
Para el turismo cuenta con dos hoteles y espacios verdes. Es a su vez una de las localidades que se encuentra en el corredor turístico "El Solar de las Huellas".